# Джон Ллойд Стефенс
Джон Ллойд Сте́фенс (англ. John Lloyd Stephens, також Сті́венс; 28 листопада 1805, Шрусбері, Нью-Джерсі — †13 жовтня 1852, Нью-Йорк) — американський дослідник, письменник та дипломат; археолог, маяніст. Стефенс відіграв важливу роль у дослідженні цивілізації мая: він, по суті, повторно відкрив її світу. Крім того, він був центральною фігурою в плануванні Панамської залізниці.

## Дослідження Мезоамерики
Освіту здобув в Юридичній школі Лічфілда, у Колумбійському коледжі Колумбійського університету.
Стефенс з інтересом читав описи руїн давніх міст Мезоамерики, які належали перу таких дослідників, як Александер фон Гумбольдт та Хуан Галіндо.
У 1839 році президент Мартін ван Бюрен призначив Стівенса спеціальним послом у Центральній Америці. Саме в той час уряд Сполучених Провінцій Центральної Америки зазнав краху в громадянській війні. Його найвідоміша робота англ. Incidents of Travel in Central America, Chiapas and Yucatán містить яскраві описи деяких з тих подій, свідком яких він був. Стівенс та його супутник у мандрах, архітектор і малювальник Фредерік Кетервуд, першими натрапили на руїни в Копані, прибувши до Британського Гондурасу (сучасний Беліз). Вони були вражені своїми знахідками та провели там два тижні, складаючи карту місцевості. Дослідники припустили, що побачені ними споруди збудував якийсь давно забутий народ. Вони навіть і не могли уявити, що корінні мая колись жили в містах. Стівенс фактично був готовий купити місто Копан за 50 доларів та мріяв переправити його по річці, щоб потім розмістити в музеях Сполучених Штатів. Вони продовжили свою експедицію в Паленке, Ушмаль та, за словами Стівенса, відвідали ще приблизно 44 історичних місця. Стівенс та Кетервуд досягли Паленке в квітні 1840 р. та покинули його на початку червня. Вони задокументували Храм Написів, Храм Хреста, Храм Сонця та Храм Листяного Хреста. Їхня книга англ. Incidents of Travel in Central America, Chiapas and Yucatán подає описи кількох давніх міст мая. До того ж самі описи супроводжуються ілюстраціями, майстерно виконаними Кетервудом. Зроблені описи та замальовки стали суттєвим доповненням до скупих відомостей про цивілізацію мая.
Помер від захворювання печінки. Похований на Нью-Йоркському Мармуровому цвинтарі.